# Tolueno
Tolueno ou metil benzeno é a matéria-prima a partir da qual se obtêm derivados do benzeno, como caprolactama, sacarina, medicamentos, corantes, perfumes, TNT e detergentes. É adicionado aos combustíveis (como antidetonante) e como solvente para pinturas, revestimentos, borrachas, resinas, diluente em lacas nitrocelulósicas e em adesivos. É a matéria-prima na fabricação do fenol, benzeno, cresol e uma série de outras substâncias.
O tolueno é um líquido incolor com um odor característico. Ocorre na forma natural no petróleo e na árvore tolú. Também é produzido durante a manufatura da gasolina e de outros combustíveis a partir do petróleo cru e na manufatura do coque a partir do carvão.

## Toxicidade
Esta substância caracteriza o que ficou popularmente conhecido no Brasil como cola de sapateiro, apesar de estar presente em outros tipos de colas, como as utilizadas na marcenaria.  A inalação voluntária do toluol (que apresenta potencial de abuso) causa danos ao organismo e pode levar à dependência.
O tolueno pode afetar o sistema nervoso. É facilmente absorvido pelos pulmões (40 a 60% do inalado). Níveis baixos ou moderados podem produzir cansaço, confusão mental, debilidade, perda da memória, náusea, perda do apetite e perda da visão e audição. Estes sintomas geralmente desaparecem quando a exposição termina.
Inalar níveis altos de tolueno por um período pode produzir sonolência e até mesmo  a inconsciência. Um estudo americano realizado pelo Brookhaven National Laboratory (incluir link) comprovou que o tolueno, quando inalado, faz o mesmo caminho da cocaína no cérebro. No Brasil já há no mercado cola de sapateiro sem toluol.

## Primeiro Socorros
Inalação:
- Remova a vítima para local arejado e mantenha-a em repouso. Monitore a função respiratória. Se a
vítima estiver respirando com dificuldade, forneça oxigênio. Se necessário aplique respiração
artificial. Procure atenção médica.
Contato com a pele:
- Remova as roupas e sapatos contaminados. Lave a pele exposta com grande quantidade de água, por
pelo menos 15 minutos. Procure atenção médica.
Contato com os olhos:
- Lave com água corrente por pelo menos 15 minutos, mantendo as pálpebras abertas. Retire lentes de
contato quando for o caso. Procure atenção médica imediatamente.
Ingestão:
- Lave a boca da vítima com água. Forneça água em abundância para a vítima beber, caso a mesma
esteja consciente. Procure atenção médica.
Evitar:
- Indução do vômito. Respiração boca a boca. Friccionar e apalpar a pele e olhos.
Proteção do prestador de socorros e/ou notas paramédico:
- Evite contato com o produto ao socorrer a vítima. Mantenha a vítima em repouso e aquecida. O
tratamento sintomático deve compreender, sobretudo, medidas de suporte como correção de
distúrbios hidroeletrolíticos, metabólicos, além de assistência respiratória.

## Medidas de Controle para Derramamento ou Vazamento
Procedimentos a serem adotados:
- Utilize névoa de água ou espuma supressora de vapor para reduzir a dispersão dos vapores. Utilize
barreiras naturais ou de contenção de derrame. Colete o produto derramado e coloque em recipientes
próprios. Adsorva o produto remanescente, com areia seca, terra, vermiculite, ou qualquer outro
material inerte. Coloque o material adsorvido em recipientes apropriados e remova-os para local
seguro. Disponha em aterro adequado o material adsorvente utilizado no derrame.
Prevenção de perigos secundários:
- Utilize equipamento de proteção individual na manipulação do derrame. Não toque ou ande sobre o
material derramado.